# Erhard Meier
Erhard Meier (* 24. September 1939 in Eberswalde, Brandenburg, Deutschland) ist ein österreichischer Politiker der SPÖ deutscher Herkunft.

## Leben
Erhard Meier kam bereits als Kind nach Österreich, wo er in der steirischen Stadt Bad Aussee aufwuchs. Hier war er bis 1954 Schüler an der Volks- und Hauptschule, ehe er bis 1959 die Bundeslehrerbildungsanstalt in Graz absolvierte. Danach war Erhard Meier ab 1959 als Volksschullehrer und ab 1965 als Lehrer an einer Hauptschule tätig. Im Rahmen eines Auslandssemesters studierte er auch von 1969 bis 1970 Pädagogik am Centenary College in Shreveport im US-amerikanischen Bundesstaat Louisiana.
Kurz nach seiner Rückkehr aus den USA wurde Meier 1970 zum Vizebürgermeister von Bad Aussee gewählt, der 1975 die Wahl zum Bürgermeister bis 1990 folgen sollte. Meier wechselte dann im Juni 1990 als Mitglied des Bundesrats nach Wien bis 2000. Danach zog er sich ins Privatleben zurück.
Erhard Meier gehörte ab Januar 1995 bis November 1996 zu einem der ersten Mandatare, die Österreich ins Europäische Parlament entsandte.

## Auszeichnungen (Auswahl)
- Goldenes Verdienstzeichen der Republik Österreich
- Großes Silbernes Ehrenzeichen für Verdienste um die Republik Österreich